# Вание, Андраш
Андраш Вание (венг. Wanié András; 23 апреля 1911 — 12 ноября 1976) — венгерский пловец, призёр Олимпийских игр.
Андраш Вание родился в 1911 году в Сегеде. В 1926 году он завоевал серебряную медаль чемпионата Европы, в 1927 — бронзовую медаль. В 1928 году он принял участие в Олимпийских играх в Амстердаме, но не завоевал медалей. В 1931 году он завоевал золотую медаль чемпионата Европы, а в 1932 году на Олимпийских играх в Лос-Анджелесе стал обладателем бронзовой медали в эстафете 4×200 м вольным стилем. В 1934 году завершил спортивную карьеру.
В 1943 году Андраш Вание эмигрировал в США.